# Ea Bá
Ea Bá là một xã thuộc tỉnh Đắk Lắk, Việt Nam.
Xã Ea Bá có diện tích 52,81 km², dân số năm 1999 là 1.387 người, mật độ dân số đạt 26 người/km².